# Eois veniliata
Eois veniliata är en fjärilsart som beskrevs av Walker 1861. Eois veniliata ingår i släktet Eois och familjen mätare. Inga underarter finns listade i Catalogue of Life.